# Anton Kisse
Anton Iwanowycz Kisse, ukr. Антон Іванович Кіссе (ur. 10 października 1958 w Jewheniwce w rejonie tarutyńskim) – ukraiński polityk, pedagog i urzędnik państwowy narodowości bułgarskiej, poseł do Rady Najwyższej IV, VII i VIII kadencji, jeden z liderów społeczności bułgarskiej na Ukrainie.

## Życiorys
W 1983 ukończył wychowanie fizyczne w Odeskim Instytucie Pedagogicznym, w 1997 został absolwentem prawa na Odeskim Uniwersytecie Narodowym im. Ilji Miecznikowa, a w 1999 administracji publicznej w Odeskiej Akademii Prawniczej. Uzyskał stopnie kandydata nauk pedagogicznych i doktora nauk politycznych.
Przed podjęciem studiów pracował jako traktorzysta, od 1983 zatrudniony jako pedagog. Od 1986 związany z administracją rejonową, m.in. jako kierownik wydziału młodzieży i sportu, następnie wiceprzewodniczący i przewodniczący rady rejonowej. W 2002 został docentem na Południowoukraińskim Państwowym Uniwersytecie Pedagogicznym, a w 2003 zastępcą przewodniczącego Odeskiej Obwodowej Administracji Państwowej. Został wybrany również na przewodniczącego stowarzyszenia bułgarskich towarzystw i organizacji narodowo-kulturalnych na Ukrainie, od 2003 do 2006 był wiceprzewodniczącym rady przedstawicieli organizacji mniejszości narodowych, następnie powołany w skład rady ds. polityki narodowej.
W 2004 wygrał wybory uzupełniające do Rady Najwyższej IV kadencji, był członkiem m.in. frakcji Zjednoczonej Socjaldemokratycznej Partii Ukrainy, mandat poselski sprawował do 2006. Zasiadał następnie w radzie regionalnej obwodu odeskiego. W 2012 jako kandydat niezależny powrócił do parlamentu, dołączając do Partii Regionów, z której odszedł w 2014. W tym samym roku oraz w 2019 z powodzeniem ubiegał się o poselską reelekcję.

## Odznaczenia
- Order „Za zasługi” III klasy (2001)[1]